# Na Klang (huyện)
Na Klang (tiếng Thái: นากลาง) là một huyện (amphoe) của tỉnh Nongbua Lamphu, đông bắc Thái Lan.

## Lịch sử
Huyện được lập làm tiểu huyện (King Amphoe) ngày 16 tháng 7 năm 1965, khi 3 tambon Na Klang, Kao Kloi và Na Si được tách từ Nong Bua Lam Phu. Đơn vị này đã được chính thức nâng cấp thành huyện năm 1969.

## Địa lý
Các huyện giáp ranh (từ phía bắc theo chiều kim đồng hồ) là Suwannakhuha của tỉnh Nongbua Lamphu, Kut Chap của tỉnh Udon Thani, Mueang Nongbua Lamphu, Si Bun Rueang và  Na Wang của Nongbua Lamphu, và Na Duang của tỉnh Loei.

## Hành chính
Huyện này được chia thành 9 phó huyện (tambon), các đơn vị này lại được chia ra thành 119 làng (muban). Có hai thị trấn (thesaban tambon)  ở huyện này: Na Klang nằm trên một phần của the tambon Na Klang, Dan Chang và Kut Hae, còn Kut Din Chi nằm trên một phần của tambon Kut Din Chi. Có 8 Tổ chức hành chính tambon.
| STT | Tên         | Tên tiếng Thái | Số làng | Dân số |  |
| --- | ----------- | -------------- | ------- | ------ |  |
| 1.  | Na Klang    | นากลาง         | 12      | 12.259 |  |
| 2.  | Dan Chang   | ด่านช้าง         | 12      | 10.334 |  |
| 5.  | Kut Din Chi | กุดดินจี่          | 20      | 16.336 |  |
| 6.  | Fang Daeng  | ฝั่งแดง          | 18      | 11.856 |  |
| 7.  | Kao Kloi    | เก่ากลอย        | 13      | 8.991  |  |
| 9.  | Non Mueang  | โนนเมือง        | 15      | 10.714 |  |
| 10. | Uthai Sawan | อุทัยสวรรค์       | 12      | 6.357  |  |
| 11. | Dong Sawan  | ดงสวรรค์        | 9       | 6.647  |  |
| 13. | Kut Hae     | กุดแห่           | 8       | 7.502  |  |

Các con số mất là tambon nay tạo thành huyện Suwannakhuha và Na Wang